# Andi Schmid
Cet article concerne le skeletoneur autrichien Andi Schmid. Pour le handballeur, voir Andy Schmid. Pour les articles homonymes, voir Schmid.
Andi Schmid, est un skeletoneur autrichien actif entre le milieu des années 1980 et le début des années 1990.

## Biographie
Il a obtenu quatre médailles aux championnats du monde dont l'or en 1993 et l'argent en 1990, 1991 et 1994. Il a remporté deux fois le classement général de la Coupe du monde en 1987 et 1988.
Il est devenu l'entraîneur en chef de l'équipe nationale britannique de skeleton, s'occupant notamment d'Elizabeth Yarnold championne olympique en 2014.

## Palmarès

### Championnats du monde
En individuel : 
- Médaille d'or : en 1993.
- Médaille d'argent : en 1990, 1991 et 1994.

### Championnats d'Europe
- Médaille d'or : en 1987.
- Médaille d'argent : 1984, 1985, 1986 et 1988.

### Coupe du monde
- 2 globes de cristal en individuel : vainqueur en 1987 et 1988.
- 13 podiums individuels : 4 victoires, 4 deuxièmes places et 5 troisièmes places.

#### Détails des victoires en Coupe du monde
| Édition   | Piste                  | Total |
| 1987-1988 | Saint-Moritz Königssee | 2     |
| 1991-1992 | Saint-Moritz           | 1     |
| 1993-1994 | Saint-Moritz           | 1     |